# Плацента
Плацентата (на латински: Placenta) е временен орган, който възниква по време на бременността. Терминът плацента произлиза от латинската дума placous. В превод означава питка, поради приликата на човешката плацента с питка. Диалектно на български се казва последък.
Вътрешните ѝ части са изградени от тъкани на фетуса, а външните – от тъкани на майчиния организъм. Плацентата се образува само когато жената е бременна. Изграждането ѝ започва през третата седмица от началото на бременността и продължава до края на третия месец. Ако тя не се образува правилно, детето може да се роди с увреждания.
Плацентата служи за приемане и предаване на кислород и хранителни вещества от кръвта на майката към тази на плода чрез пъпната връв. Също така служи за отделяне на някои непотребни за фетуса метаболити. Плацентата има и защитна функция, която предотвратява проникването на някои вредни вещества от кръвта на майката в тази на плода. В плацентата едновременно циркулират майчина и фетална кръв, но те никога не се смесват. Плацентата се свързва с плода посредством пъпната връв.